# Paracymoriza inextricata
Paracymoriza inextricata is een vlinder uit de familie van de grasmotten (Crambidae), uit de onderfamilie van de Acentropinae. De wetenschappelijke naam van deze soort is voor het eerst gepubliceerd in 1888 door Frederic Moore.
De soort komt voor in India (Meghalaya).